# Amt Arensharde
Das Amt Arensharde ist ein Amt im Kreis Schleswig-Flensburg in Schleswig-Holstein. Das Amt knüpft mit seinem Namen an die Landschaft Arensharde (dän. Arns Herred) an.

## Amtsangehörige Gemeinden
| - Bollingstedt - Ellingstedt - Hollingstedt | - Hüsby - Jübek - Lürschau | - Schuby - Silberstedt - Treia |

Die genannten Orte gehörten bereits in der dänischen Zeit größtenteils zur früheren Arensharde im Amt Gottorp. Ausnahmen bilden die zur Gemeinde Silberstedt gehörenden Ortsteile Esperstoft, Hünning (Hønning) und Kockholm (Kokholm) sowie die zur Gemeinde Bollingstedt gehörenden Orte Bollingstedt, Engbrück (Engbro) und Westerschau (Vesterskov), die zum Kirchspiel Eggebek innerhalb der Uggelharde (Ugle Herred) im Amt Flensburg gehörten.

## Geschichte
Das Amt wurde zum 1. Januar 2008 aus den Gemeinden des ehemaligen Amtes Silberstedt und den Gemeinden Hüsby, Lürschau und Schuby aus dem ehemaligen Amt Schuby gebildet.

## Wappen
Blasonierung: „Von Grün und Gold geteilt. Oben sechs goldene Kornähren, unten drei grüne Wecken.“